# NGC 15
NGC 15 је спирална галаксија у сазвежђу Пегаз која се налази на NGC листи објеката дубоког неба.
Деклинација објекта је + 21° 37' 30" а ректасцензија 0h 9m 2,4s. Привидна величина (магнитуда) објекта NGC 15 износи 13,9 а фотографска магнитуда 14,8. NGC 15 је још познат и под ознакама UGC 82, MCG 3-1-27, CGCG 456-35, NPM1G +21.0004, PGC 661.